# Hamburg-Waltershof
Waltershof is een stadsdeel in het district Hamburg-Mitte van Hamburg. Het is gelegen in het westelijke deel van de haven van Hamburg, bestaat bijna uitsluitend uit haveninfrastructuur en industriële installaties en heeft daardoor geen inwoners.

## Geografie

### Geografische ligging
Het voormalige eiland Waltershof ligt op de zuidelijke oever van de Noorderebe westelijk van de samenvloeiing met de Köhlbrand en is samengesteld uit de voormalige eilanden Griesenwerder, Mühlenwerder, Maakenwerder en Rugenbergen. Griesenwerder behoorde tot Holstein tot 1768 en kwam door het Gottorf-verdrag bij Hamburg. Rugenbergen was al in de 15e eeuw deel van Hamburg. Waltershof is in 1788 vernoemd naar de Hamburgse senator Walter Beckhoff. In de stormvloed van 1962 kwamen in Waltershof 37 mensen om. Daarna werd Waltershof opgegeven als woongebied.
In het zuiden en westen werd Waltershof begrensd door de Köhlfleet. In 1910 werd besloten om Waltershof als havenuitbreidingsgebied te bestemmen. Als gevolg hiervan werd het zuidoostelijke deel van de Köhlfleet gedempt in het midden van de 20e eeuw, waardoor Waltershof een schiereiland werd dat aan de zuidzijde aansluit op Altenwerder. De aanzet van de zuidelijke arm van de Köhlfleet is het Sandauhafen havenbekken geworden. Aan de westzijde scheiden de Köhlfleet en de kleine Aue nog steeds het schiereiland Waltershof van het Finkenwerder-schiereiland

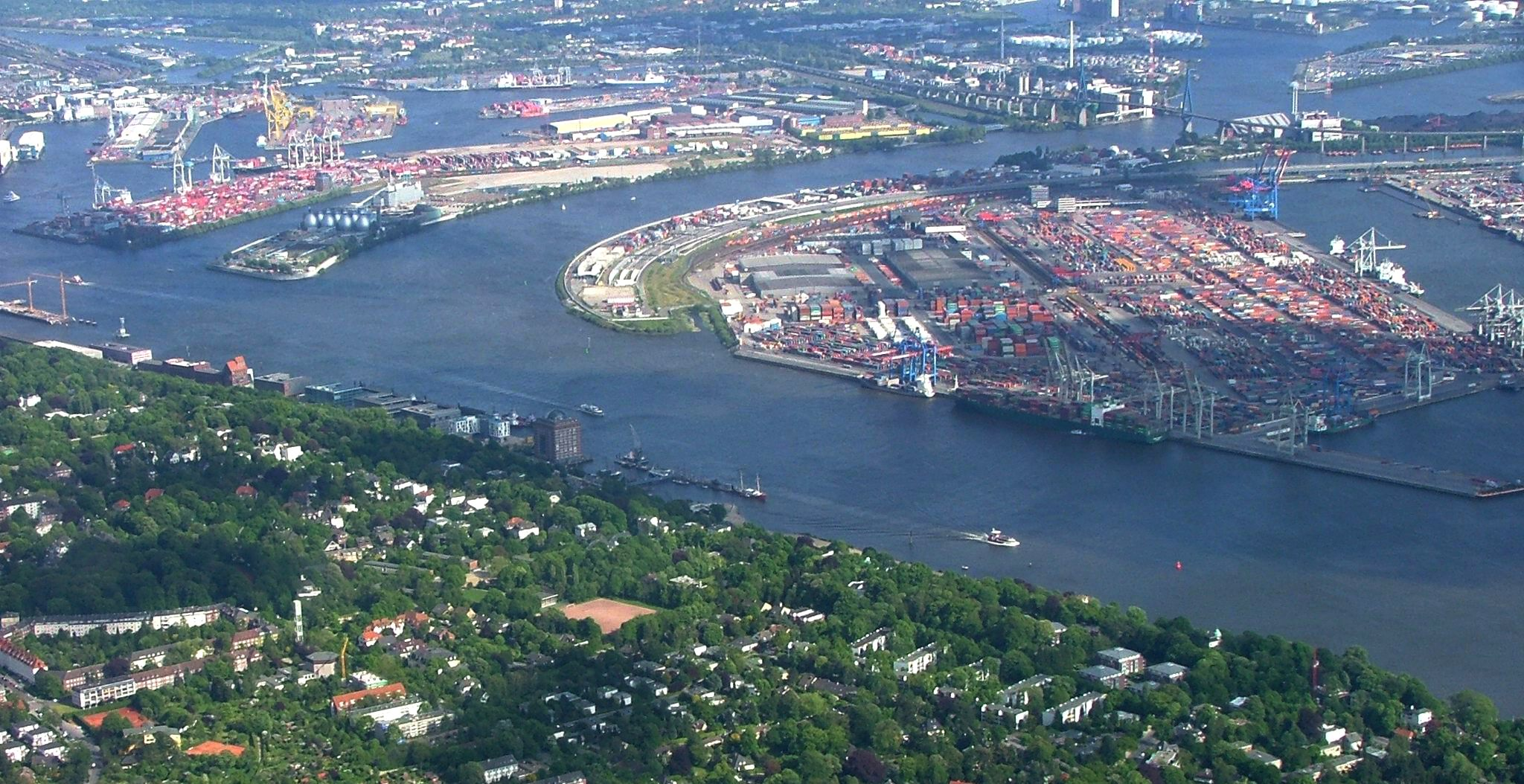
Noorderelbe met samenvloeiing met de Köhlbrand, Waltershof aan de rechterzijde

Een groot deel van Waltershof bestaat uit havenbekkens. De Parkhafen ligt aan de hoofdstroom van de Noorderelbe, westelijk daarvan de Petroleumhafen , de Waltershofer Hafen in het zuidoosten en vroeger nog de Griesenwerder Hafen in het zuiden. In het noordoosten van het schiereiland, ten zuidoosten van de Maakenwerder-haven (een voormalige verbinding met de Köhlbrand, die ervan wordt gescheiden door de Maakendamm), bevindt zich de zuidelijke inrit van de Elbetunnel uit 1975.
De aanvankelijk drijvende afgedichte betonelementen voor de eerste drie buizen van de tunnel werden destijds uit composiet vervaardigd (alleen de westelijke vierde buis werd geboord) en werden in de afgedamde en gedraineerde Maakenwerderhaven gegoten die dan bijna volledig werd gedempt. Hierop is de oudste Hamburg Container Terminal Burchardkai (CTB) gebouwd.
Bij de Walterhofer-haven is er een doorgang naar de kleine Rugenbergerhaven (onder de westelijke helling van de Köhlbrandbrücke) die door de Rugenberger-sluis verbonden wordt met de Köhlbrand. De Dradenauhafen is alleen nog bereikbaar vanaf de Köhlfleet met zijn Köhlfleet-haven. Waltershof werd een schiereiland toen de verbinding met de Köhlbrand werd gedempt.

### Aangrenzende stadsdelen
Aan de noordzijde grenst Waltershof aan de stadsdelen Othmarschen, Ottensen en Altona-Altstadt op de andere oever van de Noorderelbe, in het oosten grenst het aan Hamburg-Steinwerder aan de overzijde van de Köhlbrand, in het zuiden aan Altenwerder en in het westen aan Finkenwerder.

## Politiek
Voor de verkiezing van het gemeentebestuur behoort Hamburg-Waltershof tot het kiesdistrict Billstedt-Wilhelmsburg-Finkenwerder. Bij districtsverkiezingen behoort het tot het kiesdistrict Wilhelmsburg-West, Steinwerder, Waltershof, Finkenwerder, Neuwerk. Bij federale verkiezingen maakt Waltershof deel uit van het kiesdistrict Hamburg-Mitte. Vanwege het geringe aantal kiezers in het district worden de resultaten samengevoegd met Hamburg-Finkenwerder.

## Economie en Infrastructuur

### Verkeer

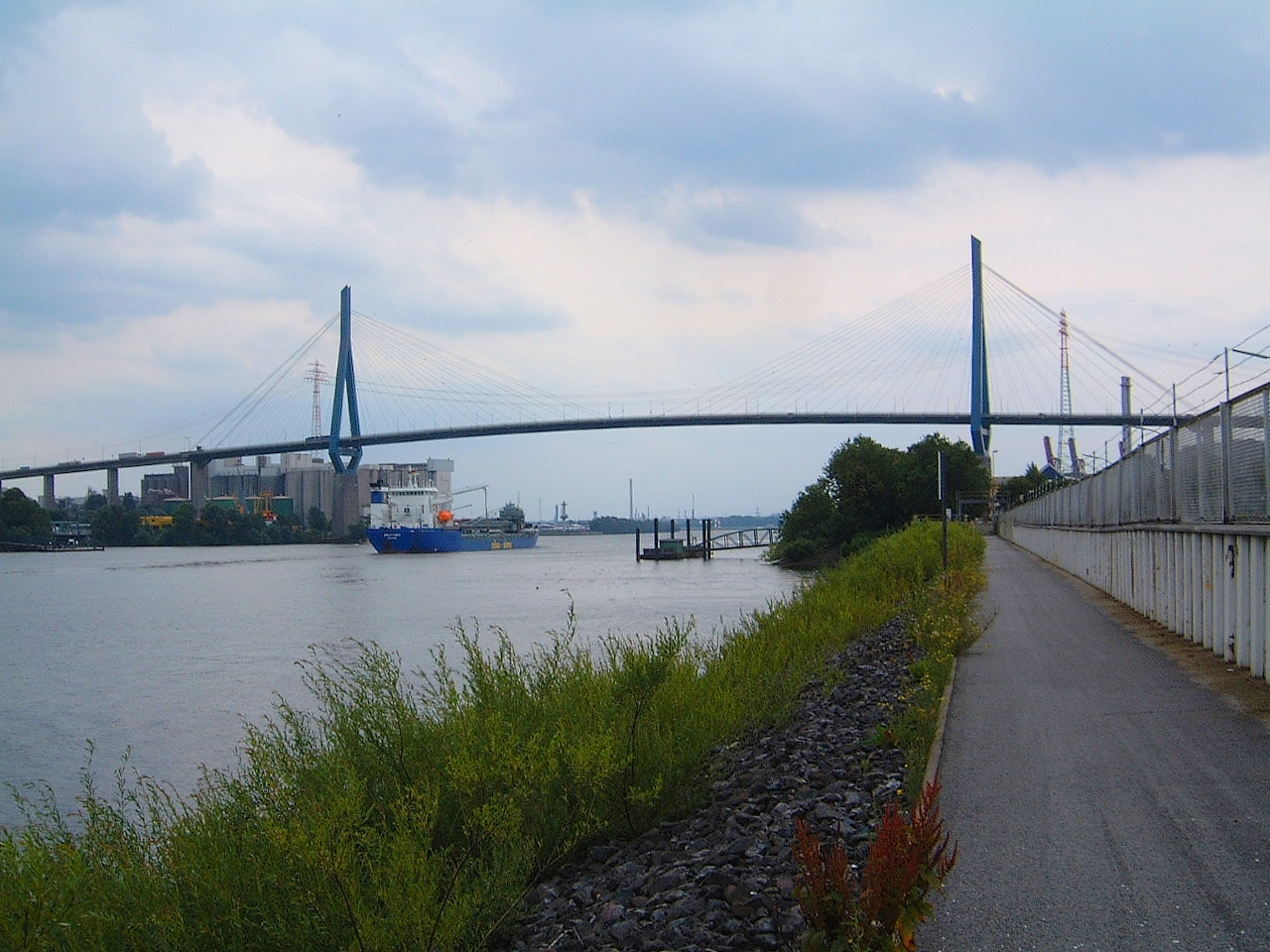
De Köhlbrandbrücke met Waltershof op de rechteroever met het vrijhavenhek

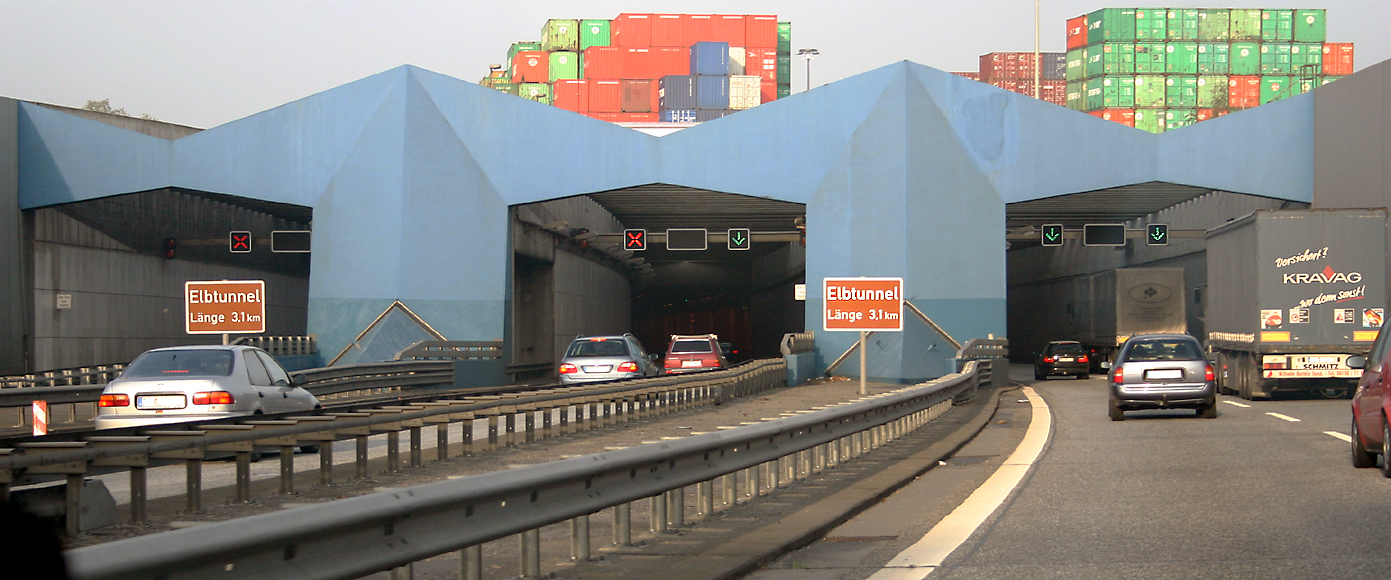
Zuidportaal van de Elbetunnel in Hamburg-Waltershof

De zuidelijke toegangshelling tot de Elbetunnel en een knooppunt met de A7 bevinden zich in Waltershof.
De Köhlbrandbrug, die een doorvaarthoogte van 54 meter heeft, verbindt sinds 1974 Waltershof met het oostelijker naburige eiland Neuhof in de stadsdelen Steinwerder en Wilhelmsburg. De brug maakte deel uit van de vrijhaven, waarvan zij het oostelijke met het westelijke deel verbond. Ze is alleen toegankelijk voor motorvoertuigen. De vorige verbindingen over de Köhlbrand waren overbelast, maar die konden wel gebruikt worden, door voetgangers en fietsers..
Het goederenstation Hamburg-Waltershof van de Hamburgse havenspoorlijn bevindt zich in Waltershof, met een uitgebreide spoornet door het district. Er is hier geen personenvervoer per spoor.
Veerboot 61 verbindt Waltershof met Landungsbrücken.

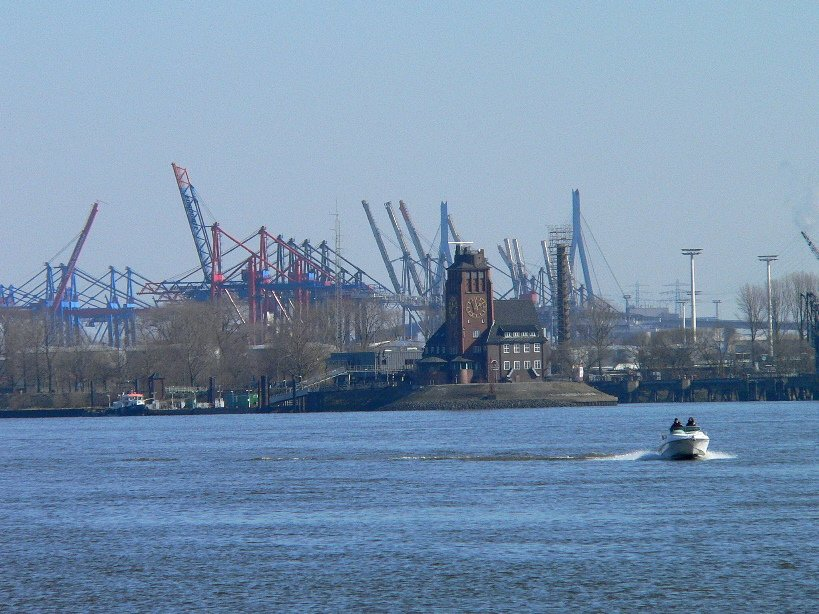
Het loodsstation uit 1914
Architect: Fritz Schumacher

### Openbare inrichtingen
In 1889 kwam de Hamburgse zeemansschool, die voorheen in Hamburg-Steinwerder was gevestigd, naar Waltershof. De school, beheerd als stichting, leidde studenten tussen 13 en 17 jaar op in een tweejarige opleiding tot zeeman. Deze school verhuisde in 1913 naar Hamburg-Finkenwerder.
De noordwestelijke punt van Waltershof heet het Seemannshöft. Daar bevindt zich het Seemannshöft-loodsstation met zijn kenmerkende radartoren en de Hamburgse scheepsrapportagedienst. In Waltershof bevindt zich ook de rioolwaterzuiveringsinstallatie Dradenau, dat met zijn "drakeneieren" al van ver te zien is.
Het douanekantoor Waltershof beschikt over de modernste containerinspectiesystemen waarmee hele containers uit één stuk kunnen gescreend worden. In 2020 werd ongeveer 1,5 ton cocaïne, verborgen tussen zakken Guyana-rijst., in een container ontdekt, een van de grootste vondsten ooit in de haven van Hamburg. Het zat Andere douaneposten bevinden zich aan de Zellmannstrasse en aan de Köhlfleetdamm.
De Internationale Zeilclub Duckdalben ligt aan de Zellmannstrasse. Deze is gericht op zeevarenden van over de hele wereld en is bedoeld om tijdens de korte ligtijden, met een breed aanbod, een aangenaam verblijf in het havengebied te bieden.

### Economie
Het noordoosten van Waltershof was tot 2013 een vrijhaven, onder de douanewet wil dat zeggen : een "vrije zone van het controletype I”. Dit was het nieuwere, westelijke deel van de voormalige vrijhaven van Hamburg. Hier bevinden zich twee omvangrijke containerterminals voor de overslag van en op zeeschepen.
Een oudere inrichting is de containerterminal Burchardkai (CTB) aan de Burchardkai en de Athabaskakai.
De tweede grote inrichting is de Eurogate- terminal aan de Predöhlkai aan de zuidkant van de Waltershofer Hafen. In de jaren negentig werd deze uitgebreid en daarvoor werd de haven van Griesenwerder gedempt. Deze Container Terminal Hamburg (CTH) wordt naar het noordwesten uitgebreid op de plaats van een raffinaderij die begin jaren negentig werd verlaten.
Bij de overslagfaciliteiten zijn talrijke bedrijven actief. De grootste zijn Hamburger Hafen und Logistik AG (HHLA) en Eurokai KGaA.
Buiten het vrijhavengebied, in de buurt van de petroleumhaven, bevinden zich grote tankinstallaties voor petroleumproducten en alcohol. Tegenover de Zuiveringsinstallatie Dradenau staat een kleine staalfabriek die behoort tot de ArcelorMittal-groep , Zij produceert staal uit schroot en ijzerspons. Zij is ook toegankelijk vanaf het waterkant aan de Amsterdamer Kai van de Dradenauhafen.
In de Sandauhafen exploiteert Hansaport Hafenbetriebsgesellschaft mbH een bulkladinginstallatie voor ijzererts en kolen.
Sinds 2011 staan hier twee Nordex N100 windturbines van 140 meter naafhoogte, 100 meter diameter en 2,5 megawatt vermogen.

## Publicaties
- Johannes Tönnies: Von Walters-Hof zum Containerterminal: die Elbinsel Waltershof, Hamburg 2012 (Duits)